# Белцаць (Ясси)
Белцаць, Белцаці (рум. Bălțați) — село у повіті Ясси в Румунії. Адміністративний центр комуни Белцаць.
Село розташоване на відстані 319 км на північ від Бухареста, 36 км на захід від Ясс.

## Населення
За даними перепису населення 2002 року у селі проживали 1746 осіб, з них 1745 осіб (99,9%) румунів. Усі жителі села рідною мовою назвали румунську.